# 廿日市市立廿日市小学校
廿日市市立廿日市小学校（はつかいちしりつはつかいちしょうがっこう）は、広島県廿日市市本町にある公立小学校。

## 概要
廿日市市の南東に位置し、1874年（明治7年）9月に創設された百五十年(令和六年現在)の歴史を誇る学校である。校区は古くから旧山陽道の宿駅、旧佐伯町（現廿日市市）方面からの木材の集積、港として栄え、県西部（旧佐伯郡）の交通の要衝でもあった。木材・食品を中心とした工業や商業が盛んで、国および県の官公庁が多い。
本校は児童数709名（平成24年7月20日現在）・21学級の中規模校で、マンションの建築などで児童数は増加している。PTA活動も盛んで、1990年（平成2年）には全国表彰を受けるなど充実した活動が行われている。

## 沿革
- 1874年（明治7年）12月 - 修業堂[何の?]を第4大区第4小区廿日市小学校と改称。
- 1876年（明治9年） - 廿日市天満宮の下、旧国道北に新築移転。
- 1887年（明治20年） - 廿日市尋常小学校と改称。
- 1888年（明治21年） - 下平良教室佐方に廿日市簡易小学校を設置。
- 1898年（明治31年） - 田尾（当時の観音村佐方、現在の廿日市保育所周辺）に新築移転。
- 1906年（明治39年） - 廿日市尋常高等小学校と改称。
- 1922年（大正11年）10月 - 高洲（廿日市港付近）に新築移転、校歌制定。
- 1932年（昭和7年）5月 - 新校舎移転・竣工・落成（現在位置）。
- 1941年（昭和16年）4月 - 廿日市国民学校と改称。
- 1947年（昭和22年）4月 - 6・3制実施により、廿日市小学校と改称。
- 1976年（昭和51年）4月 - 佐方小学校を分離開校。

## 通学区域
- 廿日市市立廿日市中学校の校区[2]
  - 駅前、大東、可愛、佐方本町、桜尾一丁目、桜尾二丁目、桜尾三丁目、桜尾本町、下平良一丁目、下平良二丁目、須賀、住吉一丁目、住吉二丁目、天神、廿日市一丁目、廿日市二丁目、本町、木材港北、木材港南

## アクセス
- JR山陽本線 宮内串戸駅下車
- 広島電鉄宮島線 広電廿日市駅下車
- 広島電鉄宮島線 廿日市市役所前（平良）駅下車